# Günther Stranner
Günther Stranner, né le 26 avril 1967 à Gmünd (Carinthie), est un sauteur à ski autrichien.

## Biographie
Stranner fait ses débuts internationaux lors de la Tournée des quatre tremplins 1983-1984. En 1985, il prend part aux Championnats du monde à Seefeld, où il est notamment treizième au petit tremplin, mais surtout médaillé d'argent par équipes avec Andreas Felder, Armin Kogler et Ernst Vettori. Aux Championnats du monde junior à Täsch, il gagne la médaille de bronze en individuel.
L'hiver suivant, il marque ses premiers points dans la Coupe du monde avec une septième place à Chamonix. Il obtient d'autres résultats dans le top dix , dont sa cinquième place aux Championnats du monde de vol à ski 1988 à Oberstdorf.
En 1988, il obtient sa seule sélection olympique à Calgary, se classant deux fois vingtième en individuel et au cinquième rang par équipes. En fin de saison, il monte finalement sur son premier et unique podium en Coupe du monde à Holmenkollen, terminant troisième. Il établit son meilleur classement général dans la Coupe du monde en 1989 (31e).
Il se retire du sport en 1991.

## Palmarès

### Jeux olympiques
| Épreuve / Édition | Calgary 1988 |
| Petit tremplin    | 20e          |
| Grand tremplin    | 20e          |
| Par équipes       | 5e           |

### Championnats du monde
| Épreuve / Édition | Seefeld 1985 | Lahti 1989 |
| Petit tremplin    | 13e          |            |
| Grand tremplin    | 26e          | 39e        |
| Par équipes       | Argent       |            |

### Championnats du monde de vol à ski
| Épreuve / Édition | Oberstdorf 1988 |
| Individuel        | 5e              |

### Coupe du monde
- Meilleur classement général : 31e en 1989.
- 1 podium individuel : 1 troisième place.

#### Classements généraux
| Compet'/Année | Compet'/Année | Classement général | Classement général |
| ------------- | ------------- | ------------------ | ------------------ |
| Compet'/Année | Compet'/Année | Class.             | Points             |
| 1986          | 1986          | 46e                | 12                 |
| 1987          | 1987          | 36e                | 19                 |
| 1988          | 1988          | 32e                | 26                 |
| 1989          | 1989          | 31e                | 27                 |
| 1990          | 1990          | 43e                | 8                  |